# You – Du wirst mich lieben (Fernsehserie)/Episodenliste

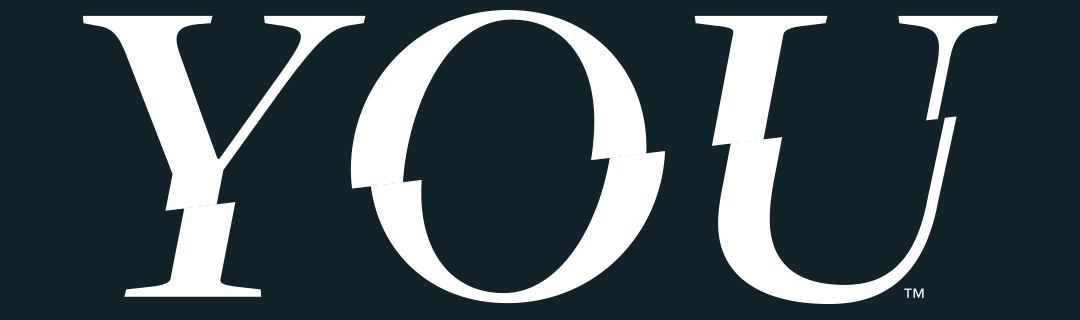
Logo zur Serie

Diese Episodenliste enthält alle Episoden der US-amerikanischen Dramaserie You – Du wirst mich lieben, sortiert nach der US-amerikanischen Erstausstrahlung. Die Fernsehserie umfasst fünf Staffeln mit 50 Episoden.

## Übersicht
| Staffel | Episodenanzahl | Erstausstrahlung USA | Erstausstrahlung USA | Deutschsprachige Erstveröffentlichung | Deutschsprachige Erstveröffentlichung |
| Staffel | Episodenanzahl | Premiere             | Finale               | Premiere                              | Finale                                |
| ------- | -------------- | -------------------- | -------------------- | ------------------------------------- | ------------------------------------- |
| 1       | 10             | 9. September 2018    | 11. November 2018    | 26. Dezember 2018                     | 26. Dezember 2018                     |
| 2       | 10             | 26. Dezember 2019    | 26. Dezember 2019    | 26. Dezember 2019                     | 26. Dezember 2019                     |
| 3       | 10             | 15. Oktober 2021     | 15. Oktober 2021     | 15. Oktober 2021                      | 15. Oktober 2021                      |
| 4       | 10             | 9. Februar 2023      | 9. März 2023         | 9. Februar 2023                       | 9. März 2023                          |
| 5       | 10             | 24. April 2025       | 24. April 2025       | 24. April 2025                        | 24. April 2025                        |

## Staffel 1
Die Erstausstrahlung der ersten Staffel war vom 9. September bis zum 11. November 2018 auf dem US-amerikanischen Fernsehsender Lifetime zu sehen. Die deutschsprachige Erstveröffentlichung erfolgte am 26. Dezember 2018 auf Netflix per Streaming.
| Nr. (ges.) | Nr. (St.) | Deutscher Titel                  | Originaltitel                 | Erstausstrahlung USA | Deutschsprachige Erstveröffentlichung (D/A/CH) | Regie              | Drehbuch                         | Zuschauer (USA) |
| ---------- | --------- | -------------------------------- | ----------------------------- | -------------------- | ---------------------------------------------- | ------------------ | -------------------------------- | --------------- |
| 1          | 1         | Pilot                            | Pilot                         | 9. Sep. 2018         | 26. Dez. 2018                                  | Lee Toland Krieger | Greg Berlanti & Sera Gamble      | 0,82 Mio.       |
| 2          | 2         | Der letzte nette Typ in New York | The Last Nice Guy in New York | 16. Sep. 2018        | 26. Dez. 2018                                  | Lee Toland Krieger | Sera Gamble                      | 0,77 Mio.       |
| 3          | 3         | Vielleicht                       | Maybe                         | 23. Sep. 2018        | 26. Dez. 2018                                  | Marcos Siega       | April Blair                      | 0,57 Mio.       |
| 4          | 4         | Der Captain                      | The Captain                   | 30. Sep. 2018        | 26. Dez. 2018                                  | Vic Mahoney        | Michael Foley                    | 0,56 Mio.       |
| 5          | 5         | Den Feind vernichten             | Living with the Enemy         | 7. Okt. 2018         | 26. Dez. 2018                                  | Marta Cunningham   | Neil Reynolds                    | 0,57 Mio.       |
| 6          | 6         | Amour Fou                        | Amour Fou                     | 14. Okt. 2018        | 26. Dez. 2018                                  | Marcos Siega       | Adria Lang                       | 0,71 Mio.       |
| 7          | 7         | Komplettschaft                   | Everythingship                | 21. Okt. 2018        | 26. Dez. 2018                                  | Kellie Cyrus       | April Blair & Amanda Zetterström | 0,62 Mio.       |
| 8          | 8         | Ich gehör dir, Babe              | You Got Me, Babe              | 28. Okt. 2018        | 26. Dez. 2018                                  | Erin Feeley        | Caroline Kepnes                  | 0,49 Mio.       |
| 9          | 9         | Candace                          | Candace                       | 4. Nov. 2018         | 26. Dez. 2018                                  | Martha Mitchell    | Kelli Breslin & Michael Foley    | 0,47 Mio.       |
| 10         | 10        | Blaubarts Schloss                | Bluebeard’s Castle            | 11. Nov. 2018        | 26. Dez. 2018                                  | Marcos Siega       | Sera Gamble & Neil Reynolds      | 0,53 Mio.       |

## Staffel 2
Die Erstveröffentlichung der zweiten Staffel erfolgte in den USA sowie im deutschsprachigen Raum am 26. Dezember 2019 auf Netflix per Streaming.
| Nr. (ges.) | Nr. (St.) | Deutscher Titel                      | Originaltitel                      | Erstveröffentlichung USA | Deutschsprachige Erstveröffentlichung (D/A/CH) | Regie                 | Drehbuch                         |
| ---------- | --------- | ------------------------------------ | ---------------------------------- | ------------------------ | ---------------------------------------------- | --------------------- | -------------------------------- |
| 11         | 1         | Ein Neuanfang                        | A Fresh Start                      | 26. Dez. 2019            | 26. Dez. 2019                                  | Kevin Rodney Sullivan | Sera Gamble                      |
| 12         | 2         | Nur die Spitze                       | Just The Tip                       | 26. Dez. 2019            | 26. Dez. 2019                                  | Silver Tree           | Michael Foley                    |
| 13         | 3         | Wofür gibt es Freunde?               | What Are Friends For?              | 26. Dez. 2019            | 26. Dez. 2019                                  | John Scott            | Neil Reynolds                    |
| 14         | 4         | Hendersons dunkle Seite              | The Good, The Bad & The Hendy      | 26. Dez. 2019            | 26. Dez. 2019                                  | DeMane Davis          | Justin W. Lo                     |
| 15         | 5         | Schönes Wochenende, Joe!             | Have a Good Wellkend, Joe!         | 26. Dez. 2019            | 26. Dez. 2019                                  | Cherie Nowlan         | Amanda Johnson-Zetterström       |
| 16         | 6         | Lebwohl, meine Bunny                 | Farewell, My Bunny                 | 26. Dez. 2019            | 26. Dez. 2019                                  | Meera Menon           | Adria Lang                       |
| 17         | 7         | Ex-istenzielle Krise                 | Ex-istential Crisis                | 26. Dez. 2019            | 26. Dez. 2019                                  | Shannon Kohli         | Kelli Breslin                    |
| 18         | 8         | Angst und Schrecken in Beverly Hills | Fear and Loathing in Beverly Hills | 26. Dez. 2019            | 26. Dez. 2019                                  | Harry Jierjian        | Kara Lee Corthron & Justin W. Lo |
| 19         | 9         | Privatdetektiv Joe                   | P.I. Joe                           | 26. Dez. 2019            | 26. Dez. 2019                                  | Silver Tree           | Michael Foley & Mairin Reed      |
| 20         | 10        | Tatsächlich … Liebe                  | Love, Actually                     | 26. Dez. 2019            | 26. Dez. 2019                                  | Silver Tree           | Sera Gamble & Neil Reynolds      |

## Staffel 3
Die Erstveröffentlichung der dritten Staffel erfolgte in den USA sowie im deutschsprachigen Raum am 15. Oktober 2021 auf Netflix per Streaming.
| Nr. (ges.) | Nr. (St.) | Deutscher Titel                                | Originaltitel                     | Erstveröffentlichung USA | Deutschsprachige Erstveröffentlichung (D/A/CH) | Regie           | Drehbuch                                  |
| ---------- | --------- | ---------------------------------------------- | --------------------------------- | ------------------------ | ---------------------------------------------- | --------------- | ----------------------------------------- |
| 21         | 1         | Und sie lebten glücklich und zufrieden         | And They Lived Happily Ever After | 15. Okt. 2021            | 15. Okt. 2021                                  | Silver Tree     | Sera Gamble & Mairin Reed                 |
| 22         | 2         | Ich bin also mit einer Axtmörderin verheiratet | So I Married An Axe Murderer      | 15. Okt. 2021            | 15. Okt. 2021                                  | Silver Tree     | Niel Reynolds & Kelli Breslin             |
| 23         | 3         | Missing white woman syndrome                   | Missing White Woman Syndrome      | 15. Okt. 2021            | 15. Okt. 2021                                  | John Scott      | Kara Lee Corthron & Justin W. Lo          |
| 24         | 4         | Hands Across Madre Linda                       | Hands Across Madre Linda          | 15. Okt. 2021            | 15. Okt. 2021                                  | John Scott      | Hillary Benefiel & Michael Foley          |
| 25         | 5         | Im Wald                                        | Into the Woods                    | 15. Okt. 2021            | 15. Okt. 2021                                  | Silver Tree     | Marin Reed & Amanda Johnson-Zetterström   |
| 26         | 6         | W.O.M.B.                                       | W.O.M.B.                          | 15. Okt. 2021            | 15. Okt. 2021                                  | Silver Tree     | Kelli Breslin & Kara Lee Corthron         |
| 27         | 7         | Wir sind hier alle verrückt                    | We’re All Mad Here                | 15. Okt. 2021            | 15. Okt. 2021                                  | Pete Chatmon    | Justin W. Lo & Amanda Johnson-Zetterström |
| 28         | 8         | Versuch macht klug                             | Swing and a Miss                  | 15. Okt. 2021            | 15. Okt. 2021                                  | Pete Chatmon    | AB Chao & Dylan Cohen                     |
| 29         | 9         | Alarmzeichen                                   | Red Flag                          | 15. Okt. 2021            | 15. Okt. 2021                                  | Sasha Alexander | Michael Foley & Hillary Benefiel          |
| 30         | 10        | Was ist Liebe?                                 | What Is Love?                     | 15. Okt. 2021            | 15. Okt. 2021                                  | Silver Tree     | Sera Gamble & Neil Reynolds               |

## Staffel 4
Die Erstveröffentlichung des ersten Teils der vierten Staffel erfolgte in den USA sowie im deutschsprachigen Raum am 9. Februar 2023 auf Netflix per Streaming. Der zweite Teil wurde am 9. März 2023 veröffentlicht.
| Nr. (ges.) | Nr. (St.) | Deutscher Titel                        | Originaltitel                             | Erstveröffentlichung USA | Deutschsprachige Erstveröffentlichung (D/A/CH) | Regie            | Drehbuch                                      |
| ---------- | --------- | -------------------------------------- | ----------------------------------------- | ------------------------ | ---------------------------------------------- | ---------------- | --------------------------------------------- |
| Teil 1     |           |                                        |                                           |                          |                                                |                  |                                               |
| 31         | 1         | Joe macht Urlaub                       | Joe Takes a Holiday                       | 9. Feb. 2023             | 9. Feb. 2023                                   | John Scott       | Sera Gamble & Leo Richardson                  |
| 32         | 2         | Künstlerporträt                        | Portrait of the Artist                    | 9. Feb. 2023             | 9. Feb. 2023                                   | John Scott       | Kara Lee Corthron & Neil Reynolds             |
| 33         | 3         | Falsch abgebogen                       | Eat the Rich                              | 9. Feb. 2023             | 9. Feb. 2023                                   | Shamim Sarif     | Justin W. Lo & Mairin Reed                    |
| 34         | 4         | Hyänen                                 | Hampsie                                   | 9. Feb. 2023             | 9. Feb. 2023                                   | Harry Jierjian   | Michael Foley & Amanda Johnson-Zetterstrom    |
| 35         | 5         | Der Fuchs und der Hund                 | The Fox and the Hound                     | 9. Feb. 2023             | 9. Feb. 2023                                   | Harry Jierjian   | Hillary Benefiel & Dylan Cohen                |
| Teil 2     |           |                                        |                                           |                          |                                                |                  |                                               |
| 36         | 6         | Beste Freundinnen                      | Best of Friends                           | 9. März 2023             | 9. März 2023                                   | John Scott       | Justin W. Lo & Leo Richardson                 |
| 37         | 7         | Ein guter Mann in einer grausamen Welt | Good Man, Cruel World                     | 9. März 2023             | 9. März 2023                                   | Rachel Leiterman | Ab Chao & Neil Reynolds                       |
| 38         | 8         | Wohin gehst du, wo warst du?           | Where Are You Going, Where Have You Been? | 9. März 2023             | 9. März 2023                                   | Rachel Leiterman | Kara Lee Corthron & Mairin Reed               |
| 39         | 9         | Sie ist nicht da                       | She’s Not There                           | 9. März 2023             | 9. März 2023                                   | Penn Badgley     | Hillary Benefiel & Amanda Johnson-Zetterstrom |
| 40         | 10        | Der Tod von Jonathan Moore             | The Death of Jonathan Moore               | 9. März 2023             | 9. März 2023                                   | Harry Jierjian   | Michael Foley & Sera Gamble                   |

## Staffel 5
Die Erstveröffentlichung der fünften Staffel erfolgte in den USA sowie im deutschsprachigen Raum am 24. April 2025 auf Netflix per Streaming.
| Nr. (ges.) | Nr. (St.) | Deutscher Titel                   | Originaltitel          | Erstveröffentlichung USA | Deutschsprachige Erstveröffentlichung (D/A/CH) | Regie              | Drehbuch                         |
| ---------- | --------- | --------------------------------- | ---------------------- | ------------------------ | ---------------------------------------------- | ------------------ | -------------------------------- |
| 41         | 1         | Der größte Glückspilz in New York | The Luckiest Guy in NY | 24. Apr. 2025            | 24. Apr. 2025                                  | Marcos Siega       | Michael Foley & Hillary Benefiel |
| 42         | 2         | Blut fordert Blut                 | Blood Will Have Blood  | 24. Apr. 2025            | 24. Apr. 2025                                  | Marcos Siega       | Justin W. Lo & Kelli Breslin     |
| 43         | 3         | Hochstabler-Syndrom               | Impostor Syndrome      | 24. Apr. 2025            | 24. Apr. 2025                                  | Pete Chatmon       | Neil Reynolds & Maren Caldwell   |
| 44         | 4         | My Fair Maddie                    | My Fair Maddie         | 24. Apr. 2025            | 24. Apr. 2025                                  | So Yong Kim        | Kara Lee Corthron & Dylan Cohen  |
| 45         | 5         | Ein letzter Tanz                  | Last Dance             | 24. Apr. 2025            | 24. Apr. 2025                                  | Maggie Carey       | Amanda Johnson-Zetterström       |
| 46         | 6         | The Dark Face of Love             | The Dark Face of Love  | 24. Apr. 2025            | 24. Apr. 2025                                  | Gaby Dellal        | Hillary Benefiel                 |
| 47         | 7         | #JoeGoldberg                      | #JoeGoldberg           | 24. Apr. 2025            | 24. Apr. 2025                                  | Erica Dunton       | Leo Richardson                   |
| 48         | 8         | Folie à Deux                      | Folie a Deux           | 24. Apr. 2025            | 24. Apr. 2025                                  | Cheryl Dunye       | Kelli Breslin                    |
| 49         | 9         | Die Abrechnung der Furien         | Trial of the Furies    | 24. Apr. 2025            | 24. Apr. 2025                                  | Marcos Siega       | Justin W. Lo & Hillary Benefiel  |
| 50         | 10        | Das Finale                        | Finale                 | 24. Apr. 2025            | 24. Apr. 2025                                  | Lee Toland Krieger | Michael Foley & Neil Reynolds    |